# Aprosmictus jonquillaceus
O Periquito-de-asa-vermelha-de-timor, papagaio-timorense ou papagaio-de-timor (Aprosmictus jonquillaceus) é uma espécie de ave da família Psittacidae.
Pode ser encontrada nos seguintes países: Indonésia e Timor-Leste.
Os seus habitats naturais são: florestas secas tropicais ou subtropicais, regiões subtropicais ou tropicais húmidas de alta altitude e savanas áridas.
Está ameaçada por perda de habitat.